# 奈良県道48号洞川下市線
奈良県道48号洞川下市線（ならけんどう48ごう どろがわしもいちせん）は、奈良県吉野郡天川村から同郡下市町に至る主要地方道に指定された県道である。

## 概要
奈良県吉野郡天川村洞川を起点とし、吉野郡下市町下市を終点とする。

### 路線データ
- 起点：奈良県吉野郡天川村洞川（奈良県道21号大峯山公園線交点）
- 終点：奈良県吉野郡下市町下市（国道309号交点）

## 歴史
- 1961年（昭和36年）2月1日 - 奈良県が一般県道洞川下市線を認定。
- 1993年（平成5年）5月11日 - 建設省（現・国土交通省）が一般県道洞川下市線を洞川下市線として主要地方道に指定[1]。
- 1994年（平成6年）4月1日 - 奈良県が洞川下市線の整理番号を223から48へ変更。
- 2022年（令和4年）9月30日 - 吉野郡下市町立石地内の立石工区 (104 m) が供用開始[2]。

## 路線状況
地蔵峠付近の区間は近年抜本的改良がされ地蔵トンネル（全長 1252m）が開通している。洞川温泉へのアクセスルートにもかかわらず黒滝村役場から小南峠を挟んだ洞川までの区間は離合困難および不可能な完全1車線の狭路が続き険道の一つに挙げられる。特に小南トンネル付近は非常に狭く普通車通行困難であり、また冬季は閉鎖される。

### 重複区間
- 奈良県道138号赤滝五條線（吉野郡黒滝村中戸 - 吉野郡黒滝村寺戸）

### 峠・トンネル
- 小南トンネル（小南峠）
- 地蔵トンネル（地蔵峠）- 1991年11月開通、延長1252m、幅員6.5ｍ、高4.5m

## 地理

### 通過する自治体
- 奈良県
  - 吉野郡天川村 - 吉野郡黒滝村 - 吉野郡下市町

### 交差する道路
| 交差する道路              | 交差する場所 | 交差する場所 | 交差する場所 | 交差する場所 | 備考 |
| ------------------------- | ------------ | ------------ | ------------ | ------------ | ---- |
| 奈良県道21号大峯山公園線  | 奈良県       | 吉野郡       | 天川村       | （洞川）     |      |
| 奈良県道138号赤滝五條線   | 奈良県       | 吉野郡       | 黒滝村       | （中戸）     |      |
| 奈良県道138号赤滝五條線   | 奈良県       | 吉野郡       | 黒滝村       | （寺戸）     |      |
| 奈良県道257号才谷吉野山線 | 奈良県       | 吉野郡       | 下市町       | （才谷）     |      |
| 国道309号                 | 奈良県       | 吉野郡       | 下市町       | （栃本）     |      |
| 国道309号                 | 奈良県       | 吉野郡       | 下市町       | （善城）     |      |
| 国道309号                 | 奈良県       | 吉野郡       | 下市町       | （下市）     |      |

※ 交差する場所の括弧書きは地名、それ以外は交差点名で表示

### 沿線
- 洞川・洞川温泉
- 龍泉寺（洞川494）
- 山上ヶ岳歴史博物館（洞川492-1）
- 天川村立資料館（洞川674-1）
- 河分神社（黒滝村中戸字川戸394）
  - 大日堂（川戸）
- 黒滝村役場（寺戸77）
- 鳳閣寺（鳥住90）
- 毘沙門堂（下市町才谷）
- 下市温泉（秋津荘・明水館）（下市町伃邑字岩森2189）
- 天八山
  - 天八大明神（伃邑岩森）
  - 正福寺
- 善城山弘命寺
- 藤谷山瀧上寺（下市町善城26）